# Alessandro Amadori
Alessandro Amadori (Genova, 1º febbraio 1960) è uno psicologo, saggista e sondaggista italiano.

## Biografia
Figlio del giornalista e scrittore Nino Amadori, fu concorrente nel 1985 al programma a quiz  Superflash, condotto da Mike Bongiorno: divenne uno dei campioni e partecipò anche alla finalissima. Si presentò portando come materia la vita e le opere di Sigmund Freud.
Dopo la laurea in psicologia sperimentale (tesi sui modelli della mente) e il dottorato di ricerca in processi cognitivi superiori presso l'università di Padova (tesi sulle tecniche di creatività applicata), ha iniziato a lavorare nel campo della demoscopia e degli studi di marketing con Nicola Piepoli. Si è successivamente perfezionato in Scienzie Criminologiche e Penitenziarie presso l'Università degli Studi di Milano e in Biostatistica al Polo Universitario di Asti.
Nel 2003 ha fondato Coesis Research, istituto di sondaggi demoscopici e ricerche di mercato di Milano, mentre dal 1988 al 2002 ha diretto il Dipartimento Ricerche Motivazionali dell'Istituto CIRM specializzandosi in particolare in studi politico-elettorali. Dal 1984 al 1987 ha insegnato, come professore a contratto, Psicologia del Linguaggio presso la facoltà di medicina dell'Università di Ferrara.
Attualmente è professore a contratto di Psicologia della Politica (laboratorio) presso la facoltà di Scienze Politiche dell'Università Cattolica di Milano, e di  Conoscenza e Analisi del Mercato e dei Consumatori presso il Master in Design del Turismo del Dipartimento Beni Culturali (dBC) dell'Università di Padova. È membro del comitato scientifico della Fondazione Edoardo Garrone. Ha collaborato in qualità di sondaggista con Radio Popolare di Milano, nell'ambito del programma Sansone.
È  autore di volumi di divulgazione scientifica su tematiche tecniche delle ricerche di mercato, della consulenza aziendale e della politologia. In particolare, nel 2002, per i tipi di Scheiwiller, ha pubblicato il testo "Mi consenta", un'analisi semiotica delle tecniche di comunicazione politico-elettorale adoperate nel corso della campagna per le elezioni nazionali del 2011.  A questo primo testo di analisi psico-politica hanno fatto seguito altri cinque volumi in materia: un secondo episodio di "Mi consenta", il volume "Avanti miei Prodi!" dedicato alla comunicazione politico-elettorale del centro-sinistra, un libro sulla figura di Osama bin Laden e sulle tecniche di comunicazione persuasiva a lui utilizzate,  "Duello finale", un breve volume di previsione statistico-psicologica su quale sarebbe stato l'esito dello scontro elettorale dell'aprile del 2006, e infine, nel 2011, "Madre Silvio", un'analisi in chiave di psicologia dinamica dell'operato dell'ex premier Silvio Berlusconi come leader politico. L'interesse scientifico di Amadori si concentra sul filone di ricerca della psicopolitica, la disciplina che, per mezzo di concetti, strumenti e tecniche mutuate dalla psicologia, dalla sociologia, dalla statistica e dall'antropologia, cerca di descrivere, spiegare e prevedere i comportamenti politico-elettorali umani.

## Opere
- Con Nicola Piepoli, Come essere creativi, Milano, Sperling & Kupfer, 1992.
- Con Anna De Giuli, Orlando G. Come farsi assumere, Milano, Sperling & Kupfer, 1993.
- Come leggere, imparare, ricordare velocemente, Milano, Sperling & Kupfer, 1994.
- Introduzione alle ricerche di mercato, Napoli, Cuen, 1996.
- Con Nicola Piepoli, Creatività in azione, Milano, Sperling & Kupfer, 1997.
- Con M. Cesaretti M., Come fare una ricerca di mercato, Milano, Sperling & Kupfer, 1998.
- Introduzione alla psicologia del linguaggio, Padova, Imprimitur.
- Vox Dei – La musica divina, Napoli, Cuen, 1999.
- Con Nicola Piepoli, Come conquistare un posto di lavoro, Milano, Il Sole 24 Ore Libri, 2001.
- Con Antonio Valenti, Come misurare la customer satisfaction, Napoli, Cuen, 2001.
- Con Nicola Piepoli, Chi ben comincia, Milano, Sperling & Kupfer, 2002.
- Mi consenta, Milano, Scheiwiller, 2002.
- Bin Laden. Chi è, cosa vuole, come comunica il profeta del terrore, Milano, Scheiwiller, 2002, ISBN 978-88-7644-350-3.
- Mi consenta – Episodio II, Milano, Scheiwiller, 2003.
- Avanti miei prodi! Il professore e il cavaliere verso la sfida finale, Milano, Scheiwiller, 2005.
- Duello finale. Berlusconi-Prodi, chi vincerà e perché, Milano, Scheiwiller, 2006.
- Con Antonio Valenti, La sfera di cristallo, Milano, Garzanti, 2006.
- Con Diego Motta, Le questioni settentrionali. Perché l'Italia deve ripartire dal Nord, Milano, Garzanti, 2007.
- La guida del Sole 24 Ore al curriculum vitae. Le regole e le tecniche per scrivere un cv che emerga, Milano, Il Sole 24 Ore Libri, 2008.
- Colloquio di lavoro. Come prepararsi. Le risposte alle domande del selezionatore. Le trappole da evitare, Milano, Il Sole 24 Ore Libri, 2008.
- Con Letizia Leprini, La guida del Sole 24 Ore alle ricerche di mercato. Le tipologie di indagini, la raccolta e l'elaborazione dei dati, l'intervista, l'interpretazione dei risultati, Milano, Il Sole 24 Ore Libri, 2009.
- Silvio tu uccidi una sinistra morta. Perché Berlusconi ha vinto e continuerà a vincere, Aliberti, 2009.
- Come preparare il curriculum vincente, Firenze, Giunti Editore, 2009.
- Con Letizia Leprini, Risolvi i tuoi problemi! Come superare con la creatività le sfide del la vita, Mind Edizioni, 2010.
- Madre Silvio. Perché la psicologia profonda di Berlusconi è più femminile che maschile, Mind Edizioni, 2011.
- Con Roberto Baldassari, Daniele Brambilla e Nicola Piepoli, Dizionario creativo – Percorsi, tracce, idee e spunti per risolvere i problemi, Roma, Piepoli edizioni, 2013.
- Con Cinzia Corvaglia, La guerra dei sessi. Piccolo saggio sulla cattiveria di genere, Booksprint, 2020, ISBN 9788824946506.